# غينارو لوبيز
غينارو لوبيز هو نقابي وسياسي بنمي، ولد في 26 يوليو 1954.